# Зеленин, Николай Павлович
Никола́й Па́влович Зеле́нин (род. 6 января 1948, Артановский, Сталинградская область) — глава администрации подмосковного города Электросталь (1990—2003).

## Биография
Родился 6 января 1948 года на хуторе Артановский Нехаевского района Волгоградской области в семье колхозника.
Окончил Воронежский инженерно-строительный институт (1970).
Работал в «Стройпоезде № 6» треста «Спецэлеватормельстрой» г. Тахиа-Таш Кара-Калпакской АССР: мастер, прораб, старший прораб.
В феврале 1973 года приехал в Электросталь и поступил на работу в СМУ-2 треста «Мособлстрой № 9»: мастер, прораб, старший прораб, начальник ПТО, С 1982 по 1986 год главный инженер Производственно-строительного объединения № 9 и одновременно секретарь парткома.
С 1986 года зам. председателя Электростальского горисполкома, курировал вопросы жилищно-коммунального хозяйства.
В 1990 году избран председателем горисполкома, в 1992 году назначен главой администрации, с 1996 по 2003 год — глава города Электросталь.
В последующем — главный инженер ООО "Торговый дом «Южный».